# Каменева, Мария Андреевна
Мари́я Андре́евна Ка́менева (род. 27 мая 1999, Оренбург) — российская пловчиха, чемпионка мира 2016 года в смешанной эстафете 4×50 метров вольным стилем на короткой воде, шестикратная чемпионка I Европейских игр в Баку, экс-рекордсменка мира, заслуженный мастер спорта России.

## Карьера
Воспитанница детско-юношеской спортивной школы дворца культуры и спорта «Газовик» (г. Оренбург). Мария занимается плаванием с 10 лет, тренируется у Владимира Кириллова, выполнила нормативы мастера спорта международного класса. Входит в основной состав сборной России по плаванию.
На Европейских играх Мария стала рекордсменом по числу наград: она привезла из Баку девять медалей разного достоинства. Она завоевала «золото» на дистанции 50 м вольным стилем, «серебро» — на дистанции 100 метров на спине, а также две «бронзы» — на дистанции 50 метров на спине и на 100-метровке вольным стилем. Ещё пять золотых наград Мария завоевала в эстафетах: женская эстафета 4×100 м вольным стилем, женская эстафета 4×200 м вольным стилем, смешанная эстафета 4×100 вольным стилем, женская комбинированная эстафета 4×100 м, смешанная комбинированная эстафета 4×100 м.
Каменева участвовала в чемпионате мира 2015, прошедшем в Казани. Дебют на мировом чемпионате для неё сложился успешно: утром 8 августа первый раунд соревнований она преодолела, хотя и с последним результатом, позволяющим пройти дальше. Вечером того же дня состоялись полуфиналы, и там Мария стала предпоследней, и не сумела пройти в финал.
На первенстве Европы в июле 2016 года в Ходмезёвашархее (Венгрия) установила два рекорда соревнований — на дистанции 50 метров вольным стилем (25,02 с) и 50 метров баттерфляем (26,22 с) и завоевала 8 медалей: 4 золотых, 2 серебряных и 2 бронзовых.
На Чемпионате России по плаванию в Казани Маша показала отличные результаты сразу в нескольких видах, взяв два золота: на дистанциях 50 и 100 метров на спине. На дистанции 50 метров вольным стиле она стала второй, а бронзу завоевала в вольном стиле на стометровке.
На чемпионате мира 2016 года по плаванию на короткой воде в составе российской четвёрки стала чемпионкой в смешанной эстафете 4×50 метров вольным стилем. А в индивидуальных выступлениях стала четвёртой в плавании на спине на дистанции 50 метров, отстав на 0,01 секунды от американки Эли де Луф.
Приказом министра спорта РФ № 16-нг от 13 февраля 2017 года Марии Андреевне Каменевой присвоено почётное звание мастер спорта России международного класса.
На Универсиаде 2017 года в Тайбэе она выиграла три «серебра»: две в личных соревнованиях на дистанциях 50 и 100 метров вольным стилем, а также в эстафете 4×100 метров.
В 2018 году на чемпионате России завоевала три золотых медали: в плавании вольным стилем на 50 и 100 метровых дистанциях и на 50 метрах на спине. Также она стала второй на дистанции 100 метров на спине. Она участвовала на чемпионате Европы в Глазго, где стала четвёртой на дистанции 50 метров вольным стилем, шестой в эстафете 4×100 метров вольным стилем, а затем победила в состафе комбинированной эстафеты 4×100 метров. В конце года участвовала в чемпионате мира в Ханчжоу, где заняла седьмое место на дистанции 50 метров вольным стилем, а также завоевала две бронзовых медали — в комбинированной смешанной эстафете 4 по 50 метров, а также в смешанной эстафете вольным стилем.
В 25-метровом бассейне, на чемпионате Европы в декабре 2019 года, стала серебряным призёром на дистанции 100 метров на спине, показав время и установив новый национальный рекорд 56,10 и уступив победительнице Кире Туссен 0,39 секунды. Также здесь она завоевала серебряную медаль на 100 метров комплексным и стала победительницей в смешанной эстафете.
20 мая 2021 года на чемпионат Европы, который проходил в Венгрии в Будапеште, в составе смешанной эстафетной команды на дистанции 4 по 200 метров вольным стилем завоевала бронзовую медаль, участвовав в предварительном заплыве. 21 мая на дистанции 100 метров на спине стала третьей, показав время в финале, который из-за технических проблем на восьмой дорожке пришлось переплывать, 59,22.